# The Hunted (película de 1995)
The Hunted (Presa de la secta en España y Perseguido en Hispanoamérica) es una película estadounidense de 1995 de artes marciales dirigida por J.F. Lawton y protagonizada por Christopher Lambert.

## Argumento
El hombre de negocios americano Paul Racine, en uno de sus viajes a Japón, se encuentra con una mujer en Tokio, de quien se siente atraído. Más tarde es testigo de su asesinato, en el que casi también acaba asesinado por haber estado casualmente en el lugar del asesinato. Los autores del crimen son un grupo de ninjas conocidos como los Makatos dirigidos por un hombre llamado Kinjo que matan por encargo y que lo han estado haciendo sistemáticamente durante mucho tiempo. El siguiente objetivo de los asesinos es acabar con el americano, ya que vio la cara de Kinjo cuando hizo el asesinato.
La policía no puede hacer nada contra esos asesinos y es entonces cuando aparece el matrimonio samurái Takeda, que si pueden y que tienen una cuenta pendiente con los Makakos, ya que en el pasado casi exterminaron por encargo a su familia. Lo llevan a su hogar en una isla y se preparan para la lucha a muerte que va a ocurrir, ya que Kinjo tiene que matar al estadounidense por haber podido ver su cara, lo que le da la oportunidad de identificarlo ante otros.
Mientras que los Takeda se preparan, Paul Racine, traumatizado por lo ocurrido, es introducido por un experto en las artes marciales aprendiendo con él de forma obsesiva a causa de lo ocurrido. Finalmente una noche el enfrentamiento ocurre. Takeda Sensei es vencido por Kinjo, pero subestima a Paul, que puede utlizarlo para derrotarlo con una espada samurái y matarlo. Finalmente destruye también la espada suya rompiendo así el poder de los Makakos. Con ello él se va con los pocos supervivientes de la lucha del lugar.

## Reparto
- Christopher Lambert- Paul Racine
- John Lone - Kinjo
- Joan Chen - Kirina
- Yoshio Harada -Takeda Sensei
- Yôko Shimada - Mieko Takeda
- Mari Natsuki - Junko
- Tak Kubota - Oshima
- Masumi Okada - Teniente Wadakura